# Stade de l'Allmend
Le stade de l'Allmend était un stade situé à Lucerne en Suisse sur lequel évoluait le FC Lucerne.
Le stade a été démoli en 2009 pour laisser place à la Swissporarena.

## Rencontres internationales
Entre 1971 et 1997, l'équipe de Suisse y dispute 10 rencontres internationales :
| Date              | Adversaire  | Résultat | Spectateurs | Compétition                  |
| ----------------- | ----------- | -------- | ----------- | ---------------------------- |
| 21 avril 1971     | Malte       | 5-0      | 16 470      | Éliminatoires de l'Euro 1972 |
| 26 septembre 1973 | Luxembourg  | 1-0      | 18 000      | Éliminatoires CM 1974        |
| 17 août 1976      | Bulgarie    | 2-2      | 9 000       | Match amical                 |
| 6 septembre 1978  | États-Unis  | 2-0      | 6 500       | Match amical                 |
| 28 avril 1981     | Hongrie     | 2-2      | 17 000      | Éliminatoires CM 1982        |
| 13 novembre 1985  | Norvège     | 1-1      | 4 500       | Éliminatoires CM 1986        |
| 24 août 1988      | Yougoslavie | 0-2      | 6 700       | Match amical                 |
| 3 avril 1990      | Roumanie    | 2-1      | 3 550       | Match amical                 |
| 9 octobre 1991    | Suède       | 3-1      | 7 300       | Match amical                 |
| 2 avril 1997      | Lettonie    | 1-0      | 9 100       | Match amical                 |